# Zjochovön

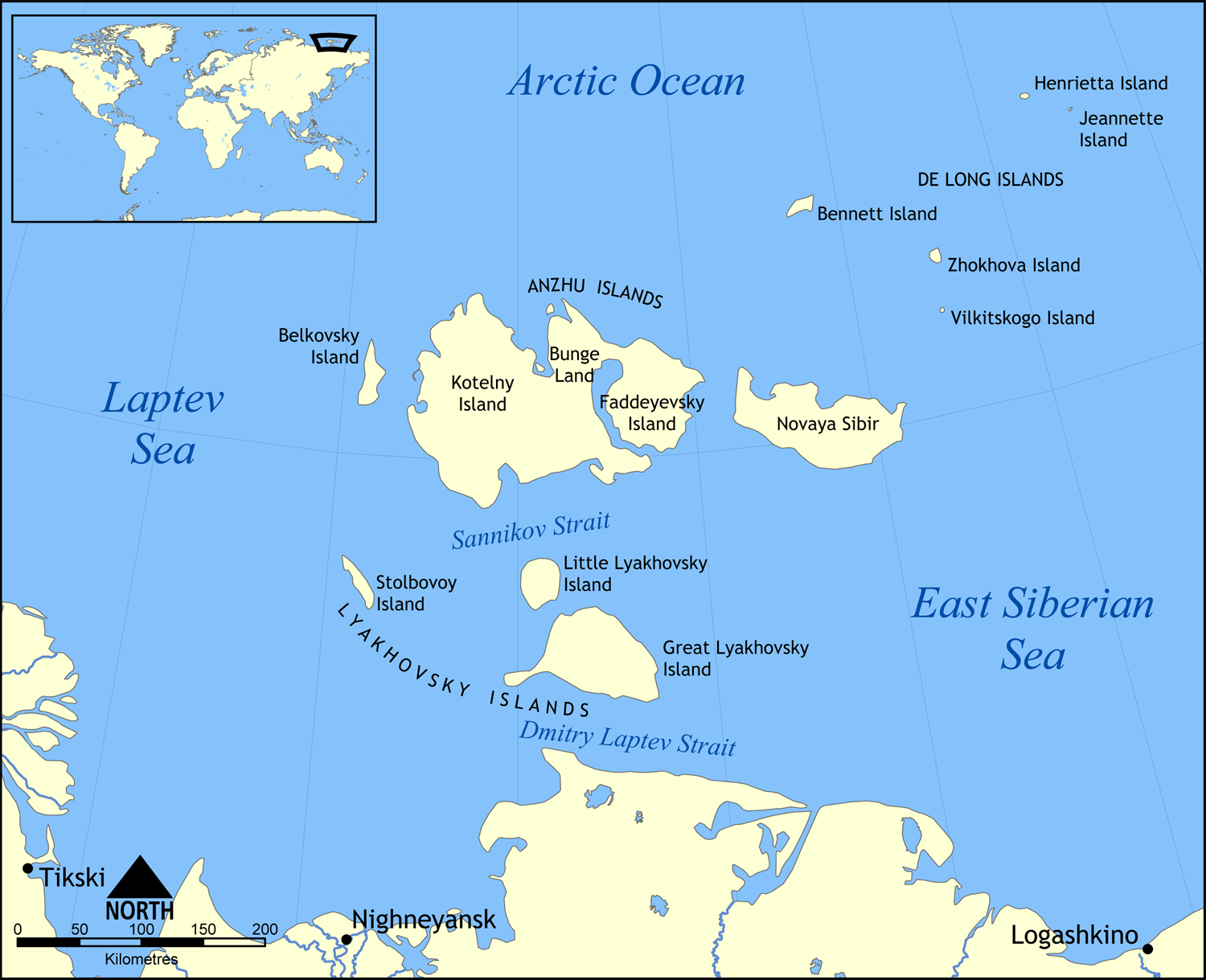
Områdeskarta

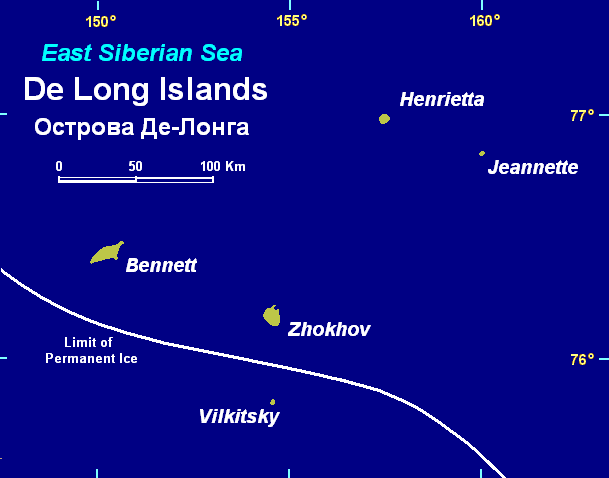
Lägeskarta

Zjochovön (ryska: остров Жохова, ostrov Zjochova) är en ö i ögruppen De Longöarna i Norra ishavet och tillhör Ryssland.

## Geografi
Zjochovön ligger cirka 4 600 km nordöst om Moskva utanför Sibiriens nordöstra kust mellan Laptevhavet i väst och Östsibiriska havet i öst som den mellersta ön i ögruppen. 
Det obebodda ön har en areal om cirka 58 km². Den högsta höjden är ca 123 m ö.h.
Stora delar av ön är permanent istäckta av glaciärer.
Förvaltningsmässigt ingår området i den ryska delrepubliken Sacha.

## Historia
Åren 1885 till 1886 och 1893 samt 1900-1902 genomförde balttyske upptäcktsresande Eduard Toll och Alexander Bunge i rysk tjänst en forskningsresa till området utan att upptäcka ön.
Zjochovön upptäcktes först den 27 augusti 1914 av en besättningsman på fartyget "Vajgatj" under Boris Vilkitskij på den stora hydrografiska kartläggningsexpeditionen av Norra ishavet åren 1910 till 1915. Ön namngavs då Ostrov Novopasjennogo men ändrades senare till Zjochov efter en deltagare i expeditionen.
1955 etablerades en forskningsstation på ön.